# Morokia antoinei
Morokia antoinei är en skalbaggsart som beskrevs av Allard 1995. Morokia antoinei ingår i släktet Morokia och familjen Cetoniidae. Inga underarter finns listade i Catalogue of Life.